# Ну, постривай!
«Ну, пострива́й!» (рос. Ну, погоди!) — радянський, а згодом російський мультиплікаційний серіал про Вовка і Зайця, що знімався на кіностудії «Союзмультфільм» (1969—1993, 2012). Коротко поновлений (19 і 20 серії) на студії «Крістмас Філмз» (2005—2006). Дистриб'ютор: Кіностудія Мосфільм.

## Тематика

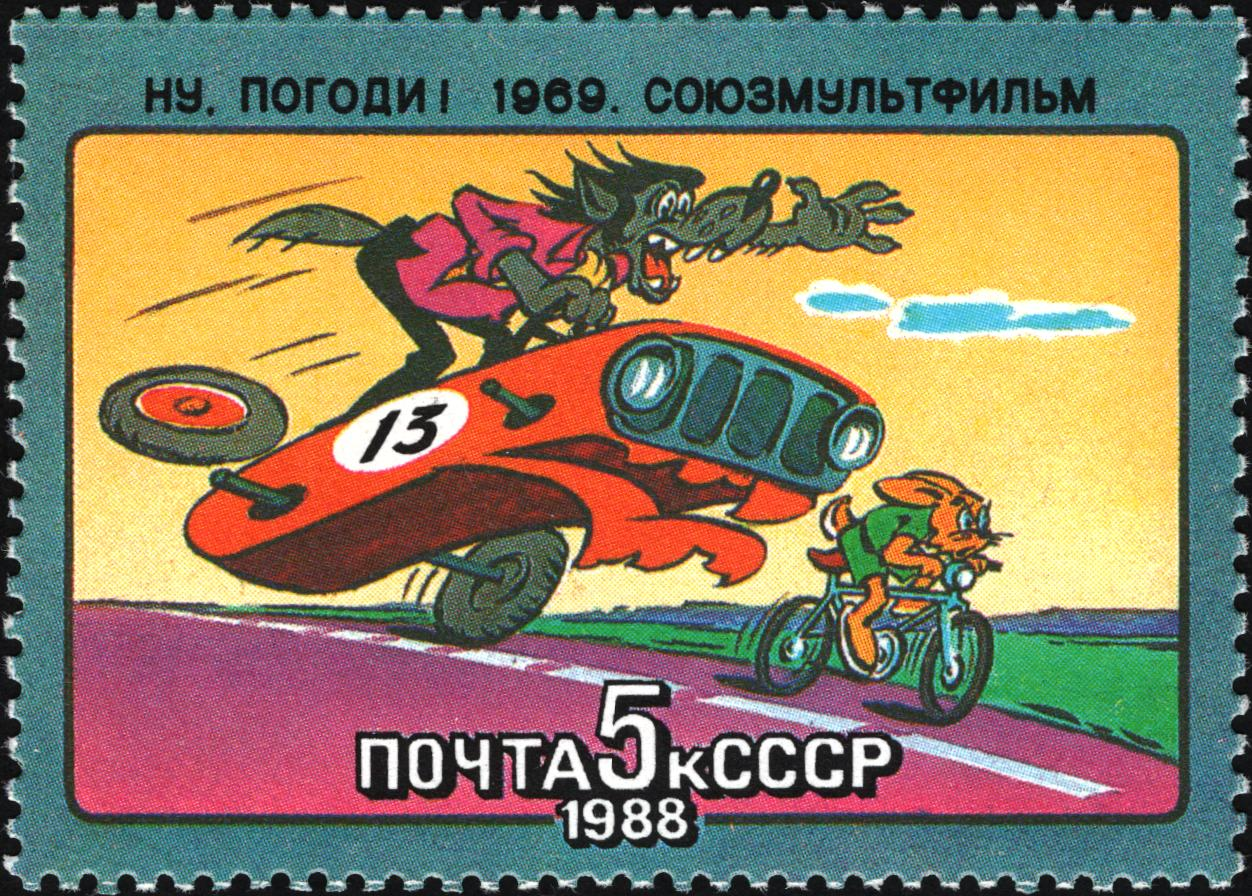
Ну, постривай! на поштовій марці СРСР

Основні персонажі мультфільму — Вовк (озвучений Анатолієм Папановим) та Заєць (озвучений Кларою Рум'яновою). Окрім цих персонажів зустрічаються також епізодичні — Бегемот (в різних серіях та різних іпостасях), Свиня (1, 5, 8 серії), Кіт-фокусник (2, 9, 11 серії), Ведмеді-міліціонери (1 і 5 серії) та інші. Звукорежисери серіалу — вихованець довоєнної української кінофабрики Георгій Мартинюк та Володимир Кутузов.
Прем'єра 1 випуску мультфільму відбулася 14 червня 1969.

## Випуски
Всього було випущено 22 випуски
| Номер | Назва                      | Рік випуску |
| ----- | -------------------------- | ----------- |
| 1     | У місті й на пляжі         | 1969        |
| 2     | У міському парку           | 1970        |
| 3     | На дорозі                  | 1971        |
| 4     | На стадіоні                | 1971        |
| 5     | У місті                    | 1972        |
| 6     | У селі                     | 1973        |
| 7     | На кораблі                 | 1973        |
| 8     | Новий рік                  | 1974        |
| 9     | В телестудії               | 1976        |
| 10    | На будівельному майданчику | 1976        |
| 11    | У цирку                    | 1977        |
| 12    | В музеї                    | 1978        |
| 13    | Олімпіада'80               | 1980        |
| 14    | Будинок техніків           | 1984        |
| 15    | Будинок культури           | 1985        |
| 16    | У казці                    | 1986        |
| 17    | На острові                 | 1993        |
| 18    | В універсамі               | 1993        |
| 19    | На курорті                 | 2005        |
| 20    | На дачі                    | 2006        |
| 21    | Новорічний випуск          | 2012        |
| 22    | Впіймай зірку!             | 2017        |

В Росії серіал, згідно із законом «Про захист дітей від інформації, що завдає шкоди їх здоров'ю та розвитку», віднесений до категорії «для дорослих». З 1 вересня 2012 російські телеканали можуть показувати його тільки після 23-ї години. Причиною стали сцени мультфільму, що трактуються як насильницькі, хоча російська влада і не погодилася з цим.

## Сюжет

### 1 випуск
Вовк хуліганить на вулиці. Потім помічає на балконі Зайця, який поливає квіти. Вовк уявляє його засмаженим і бажає дістати його, щоб з'їсти. Озираючись по сторонах, він бачить мотузку з білизною. Зачепивши мотузку за антену (від неї тікають два коти), він лізе нагору. Не розуміючи, звідки біля балкона взялася мотузка, Заєць перерізає її, і Вовк падає прямо в мотоцикл міліціонерів, з фразою «Ну, пострива-а-ай!».
Вовк на пляжі намагається зловити зайця, але в результаті потрапляє в різні комічні ситуації. Тоне, мчить на катері по шосе, падає на сімейство їжаків. Зрештою, при черговій спробі зловити Зайця, опиняється прив'язаним до каната для буксирування водного лижника і змушений бігти за катером по воді, викрикуючи: «Ну, по-стри-вай!».

### 2 випуск
Дія відбувається ввечері в парку. На лавці сидять діти, але несподівано приходить Вовк, проганяє всіх з лави і, покривлявшись під західну рок-музику, починає грати на гітарі романс «Очі чорні». Раптово чується барабанний бій, який заглушає пісню Вовка. Вовк намагається все виправити, а незабаром помічає, що на барабані грає Заєць. У Зайця в руках три повітряні кульки. Вовк тихенько заводить Зайця в тихе містечко, освітлюване тільки одним ліхтарем, успішно лопає дві кульки, а третю випадково проковтує, намагаючись проковтнути Зайця. Мотузку від кульки Заєць передає зайнятому читанням газети перехожому-Ведмедю, який веде Вовка до стовпа з високою напругою. Зрештою Вовк стикається зі стовпом і кулька всередині нього лопається, він падає, а гітара при падінні ламається і Вовк плаче. Вовк вимовляє свою звичну фразу: «Ну, постривай!», маючи намір потім знайти Зайця і помститися йому.
На естраді виступає фокусник Кіт. У черговому з номерів Кіт ставить на стіл циліндр і витягує з нього Зайця. Сподіваючись дістати Зайця, Вовк, який сидів серед глядачів, хапає капелюх і тікає. Поставивши циліндр на пень, він робить над ним паси, в результаті чого з циліндра з'являються заячі вуха. Вовк хапає їх, але виявляє, що це лише дві довгі стрічки, а Зайця в циліндрі немає. Розсердившись, Вовк намагається позбутися капелюха — але той кілька разів повертається до нього, як бумеранг. Зрештою Вовк топче циліндр. При цьому лунає хлопок і хмара чорного диму огортає Вовка. Після цього Вовк, увесь у сажі, вимовляє «Ну, постривай»
У наступному кадрі Вовк під пісню Мусліма Магомаєва катається на колесі огляду, виглядаючи Зайця в підзорну трубу. Заєць сідає на атракціон-літак і пристібається пасками безпеки. Вовк сідає позаду нього і теж пристібається. Літак злітає і починає кружляти в повітрі. Під час польоту Вовк намагається схопити Зайця, але йому заважають ремені. Вовк розстібає їх і тут же випадає з літака, але оскільки літак летить по колу вгору-вниз, то Вовк падає назад на сидіння і знову вивалюється. І так кілька разів. Зрештою атракціон зупиняється, і Заєць, що не помітив Вовка, сходить на землю і йде далі. А Вовк при спробі вийти зі злощасного літака падає додолу і потім деякий час хитається на ногах після «польоту». Отямившись, він кидається навздогін за Зайцем. Герої йдуть до кімнати сміху. Заєць не усвідомлює, що в ній знаходиться і Вовк, бо криві дзеркала в кімнаті спотворюють його правдиве зображення. Вовк і Заєць ходять по кімнаті, заглядають в різні дзеркала і Заєць щосили заливається сміхом. Звичайно, тут є над чим сміятися: в одному із дзеркал Заєць — здоровий силач, а Вовк — кволий, довготелесий замухришка. Але коли вони обоє виходять з кімнати і дивляться у звичайне дзеркало, Заєць помічає Вовка і вимикає світло. Вовк намагається наосліп зловити Зайця, чується дзенькіт розбитих дзеркал. Вовк хапає щось, що здається йому вухами Зайця. Несподівано вмикається світло, і виявляється, що Вовк тримає за ріг касира-Носорога, який до цього мирно дрімав. Побачивши розбиті дзеркала, Носоріг грізно насувається на хулігана. Вовк в страху тікає, пробивши собою стіну. По дорозі він зустрічає Зайця, який наспівує пісню про зайців. І Вовк біжить за ним. Несподівано обидва вони опиняються на сцені, на якій виступав Кіт. Вовк змушений був зіграти номер перед глядачами і танцює із Зайцем танго, тримаючи в зубах троянду, кинуту на сцену кимось із глядачів. По закінченні номера Вовк за лаштунками знову намагається схопити Зайця, але Заєць защемляє йому хвіст кришкою рояля і тікає. Завіса розкрилася і очікується новий номер. Вовку доводиться знову вийти на сцену, тягнучи за собою рояль на хвості. Бажаючи домогтися тиші в залі, Вовк піднімає руку, потім бере мікрофон разом зі штативом і кричить до Зайця, який гуляє в глибині парку. Не дочекавшись відповіді, Вовк вимовляє «Ну, Зайцю, постривай!», і в гніві скручує штатив мікрофона вузлом.

### 3 випуск
Відкривши ногою двері гаража, виходить Вовк. Намагається закурити цигарку, але не може знайти сірники. Повз проходить Кошеня з цигаркою в зубах, Вовк, підхопивши його, запалює свою цигарку від його. Кошеням же, як щіткою, чистить куртку і викидає його. Тут Вовк бачить Зайця, який проїжджає на своєму велосипеді. Вовк викочує з гаража стильний червоний мотоцикл. Намагаючись завести його, Вовк забув прибрати ногу із землі, і коли мотоцикл поїхав, він залишився стояти. Вовк кидається його наздоганяти. Мотоцикл тим часом обганяє Зайця. Той, помітивши його, додає ходу, а за ним біжить Вовк і, добігши до перехрестя, і, піймавши свій мотоцикл, змінює його напрям. Тепер Вовк намагається зловити мотоцикл, який їде йому назустріч. Тим часом Заєць їде на своєму велосипеді, але йому доводиться різко зупинитися, тому що на шляху став Вовк. Заєць намагається виписувати фінти, а Вовк ловить його, як воротар ловить м'яч. Тут мотоцикл Вовка вкочується йому в зад, і він, перекидаючись, сідає на нього, спиною вперед. Мотоцикл з Вовком мчить услід за Зайцем, той намагається від нього втекти. Попереду залізничний переїзд, шлагбауми якого почали закриватися, оскільки наближався поїзд. Велосипед Зайця встигає проскочити під майже закритими шлагбаумами. Проскакує переїзд і мотоцикл, але Вовк не встигає — збитий шлагбаумом, він падає на асфальт, а його шолом потрапляє на рейки під колеса потяга. Потім, надягнувши вже зім'ятий шолом, більше схожий на кепку, Вовк, гикаючи, вимовляє: «Ах, Зайцю... Ну, постривай.»
Вовк їде на автоцистерні з живою рибою і бачить попереду Зайця на велосипеді. Вовк нахиляється і хапає його за вуха разом із велосипедом. Садить на люк і сідає поруч, збираючись його з'їсти. Але Заєць стрибає в люк. Намагаючись дістати його, Вовк натикається на щуку, яка чіпляється йому в руку. Вовк відкидає щуку на дорогу разом зі своєю лівою рукавичкою і щука, як собака, з гарчанням шарпає рукавичку зубами, не звертаючи увагу на те, що опинилася на суші. Заєць вилазить з іншого люка, лоскоче Вовка, і той падає всередину цистерни, в той час як Заєць бере велосипед і тікає. Вовк, вистрибнувши з люка, рве свою сорочку і біжить слідом. Побачивши гоночний автомобіль, він застрибує у нього і намагається наздогнати Зайця, втрачаючи по дорозі всі деталі. Нагнавши Зайця, він безуспішно намагається його зловити. Врешті-решт він вилітає з розбитого автомобіля. Заєць, побачивши уламки автомобіля, підходить, підбирає пошматовану праву рукавичку Вовка і гірко зітхає. Проте Вовк з допомогою підйомного крана чіпляє на гачок Зайця і піднімає вгору. А щоб дістати його, приносить бочки. Піднявшись на них, він заходився розгойдувати підвішеного на гаку Зайця. Але вежа з бочок руйнується і він падає в одну з них. Глянувши нагору, він виявляє, що Зайця на гаку немає, — той знову втік. Тоді Вовк бере його велосипед і намагається наздогнати. Однак його штани застрягають в педалях, і він переходить на біг, тягнучи велосипед на нозі, а потім знімає штани, щоб не заважали. На дорозі лежить металева труба, в яку залазить Заєць, Вовк за ним, але застрягає. Вибравшись з іншого кінця, Заєць знову сідає на велосипед і їде. Вовк намагається зняти трубу, б'є її об дроти і отримує розряд струмом. Далі Вовк разом з трубою перевертається, труба встромлюється в ґрунт, а Вовк залишається на її верхньому кінці вниз головою. І тут пролітає бджола і сідає на лапу вовка. Вовк відмахується ногою і кричить в трубу: «Ану киш!». Розсерджена бджола злітає і з нальоту жалить його в зад. Від болю Вовк з криком пролазить крізь трубу і землю, вискакує назовні і бачить Зайця, який спокійно їде по дорозі. Вовк, взявши асфальтний коток, продовжує полювання. Але коток їде надто повільно. Втративши терпіння, Вовк зістрибує з котка і штовхає його ззаду. Згодом дорога йде під ухил, коток прискорюється. Але коли дорога робить поворот, Вовк не справляється з котком і за інерцією їде прямо. Вибравшись на дорогу, Вовка перекидає через кермо, і тепер він тікає від котка. Заєць, побачивши це сміється. Задихаючись, Вовк кричить: «Ну, Зайцю! Ну пострива-а-ай!»

### 4 випуск
Дія починається на стадіоні. Вовк помітив на табло фразу «Привіт спортсменам!», виправив на «Привіт ВОВКУ!», а потім — виправив слово «Привіт» на ПрЮвет. Потім вихоплює у бігового судді Борсука стартовий пістолет і стрілює, побігши після пострілу. Звертаючи увагу на бігунів, що відстають, він сміється і не помічає, що біжить вгору по трибуні. Досягнувши останнього ступеня, він падає вниз, загрозливо вимовивши: «Ну, Зайцю», після чого падає прямо в пісочницю і вимовляє «Ну, постривай»
Вовк встає з пісочниці і демонструє своє «вміння» тримати штангу. Впустивши її собі на ногу, він бігає за метеликом, який перешкодив йому утримати штангу і бачить Зайця, що сидить на трибуні. Спробувавши його вдарити, він падає. Колесо від штанги б'є його по голові, і Заєць множиться у нього в очах. Махаючи руками, Вовк сердито промовляє: «Ну, Зайці, постривайте!». У наступній сцені Бегемот будує «місто», Заєць же, втікаючи від Вовка, перестрибує його, а Вовк розбиває. Заєць тікає в спортзал, Вовк за ним. Знайшовши його в гімнастичному залі, він намагається його зловити, але невдало, Заєць знову тікає. У наступній кімнаті Ведмедик-коала випробовує на Вовку бойові прийоми самбо, внаслідок чого він тікає звідти. Бегемот знову замахується битою, але Вовк знову збиває його творіння, побігши за Зайцем. Кенгуру стрибає з жердиною через планку, і Заєць хапається за жердину. Вовк намагається його скинути, кидаючись кедами, а потім сам вирішує стрибнути з жердиною, але приземляється на фігуру «гніздо» Бегемота. І коли той кидає биту, вона вдаряє Вовка з такою силою, що йому стає боляче і він відлітає до своєї рубки. А там, помітивши, що він втратив свою золоту медаль, вимовляє: «Ну, Зайцю…», випльовує чурочку і, вимовивши цю ж фразу, набирає на великому екрані напис «НУ, ПОСТРИВАЙ!».

### 5 випуск
Вовк зі шпаківні з допомогою підзорної труби стежить за Зайцем. А той у цей час спускається по сходах і потрапляє прямо в мішок до Вовка. Вовк йде з мішком по вулиці, але через Ведмедів-міліціонерів кладе його в телефонну будку, де Заєць звільняється і закривається всередині. Вовк намагається відкрити будку, але відриває від її дверей ручку і падає, перечепившись об смітник. Відіпнувши його, він вирішує в буквальному сенсі слова викурити Зайця, запаливши відразу декілька сигарет. Спочатку той кашляє від випущеного Вовка диму. А потім Вовк і сам отруюється димом і потрапляє в будку. Будка падає дверима вниз, не залишаючи Вовкові шансів вибратися з неї. Вовк дзвонить, питає «Алло, це Заєць?» і, почувши нахабну відповідь «Так Заєць, Заєць!», лютує, промовляючи «Ну, Зайцю!…», б'ється головою об телефон і ламає слухавку, вигукуючи «Ну, Зайцю, постривай!». Заєць встиг кинути трубку.
Заєць вибирає собі кавуна і натрапляє на Вовка, який сховався в кавуновій купі, замаскувавшись своїм зелено-смугастим беретом. Але з'являється Бегемот, і Вовку доводиться відпустити Зайця. Заєць вирішує провчити Вовка і вказує Бегемотові на той самий «кавун». Бегемот здавлює голову Вовка, подумавши, що то кавун, і Вовк вилітає з піраміди кавунів прямо на терези. При цьому кавун з іншої шальки терезів летить в небо. Вовк поставив важку гирю на шальку терезів. В цей час кавун упав йому на голову і розбився, Вовк з'їв одну з частин кавуна. Тим часом Заєць сідає в тролейбус, а Вовк не встигає і повисає на хомуті струмоприймача, внаслідок чого тролейбус зупиняється. Радіючи, що зупинив тролейбус, Вовк випустив хомут і струмоприймач знову ліг на дроти. Гордо заходячи в тролейбус, Вовк падає. Двері зачинилися, затиснувши голову Вовка всередині, а все інше — зовні. І Вовк починає подорож по дорозі з перешкодами. Коли тролейбус зупинився і двері відчинилися, Вовк побіг за Зайцем, але той встиг вистрибнути, а Вовк знову попався. Трохи від'їхавши, його все-таки випустили і він погнався за Зайцем у магазин «Телевізори».
В магазині Вовк бачить багато телевізорів із зображенням зайців і намагається вирахувати, де його Заєць, вимикаючи по черзі кожний телевізор. Зрештою Вовк знаходить «свого» Зайця, кладе його в коробку і виходить на вулицю. Тут знову повз проїжджають Ведмеді-міліціонери, і Вовку довелося покласти коробку в сміттєвий контейнер. Поки він кланявся міліціонерам, контейнер забирає сміттєвоз. Вовк знову біжить за Зайцем, який кидає в нього сміття. В результаті Вовк врізається в автомат з газованою водою, який безкоштовно наливає йому склянку газованої води. Вовк випиває воду і розбиває склянку. У досаді, що йому не випала здача, він стукнув по автомату, вода йому вихлюпнулася на обличчя. Тут він бачить, як Заєць біжить до дверей метрополітену та прямує за ним. Проходячи через турнікети, він зіпсував собі хвіст. Несучись вниз по ескалатору, Вовк збиває з ніг Свиню з тазом. Продовжуючи шлях у тазі, Вовк зачіпає Бегемота з двома кавунами в руках і той опиняється на ньому зверху. Притиснутий Бегемотом, Вовк ледве видавлює з себе: «Ой, Зайцю! Ну, постривай!».

### 6 випуск
Вовк у рожевій майці, з медальйоном на шиї, влаштував собі привал на лузі. Поруч приземляється літак-кукурузник (за виглядом дуже схожий на Ан-2), до місця його посадки підбігають троє парашутистів: Ведмежа, Лисеня і Заєць, вони заскакують у літак. Вовк теж застрибнув в салон. Літак злетів. Звучить сирена і блимає червона лампочка. Ведмежа і Лисеня вистрибують з літака, Вовк і Заєць залишаються сам на сам. Вовк намагається схопити Зайця, але той вискакує в небо. Вовк — за ним. Ведмежа і Лисеня падають. Вовк хоче схопити Зайця в повітрі, але той смикає за мотузку і розкриває парашут. Вовк тягне за свій медальйон і падає спочатку на парашут Лисеняти, відскакує від нього як на батуті, потім на парашут Ведмедика, і, нарешті, на парашут Зайця. Прийшовши в себе, Вовк бачить прямо під собою Зайця. Ставши на ноги, танцює прямо на куполі парашута. Намагаючись уникнути приводнення, Заєць тягне на себе стропи парашута, Вовк сповзає з купола, ковзає руками по стропах, по Зайцю, падає і пробиває дах курника. З'являється різнобарвний півень, розводить крила, приймаючи бойову стійку. Кури задкують за сідалі по кутах. Півень кидається на Вовка. Вовк з тріском вилітає з курника, піднімається з землі, погрожує Зайцеві, який приземляється десь далеко: «Ну, Зайцю, кукуріку… е... постривай!».
Вовк намагається наздогнати Зайця, але влітає в колодязь. По воду приходить Гусак. Витягнувши відро з колодязя, Гусак бачить Вовка і отримує від нього в пику. Вовк знову падає в колодязь. Далі в гру вступає Цап. Він витяг відро і привів Вовка до тями. Вовкові Цап здався зайцем. Оговтавшись, Вовк розуміє, що це не Заєць і, побачивши Цапа, який підморгнув йому, тікає з диким криком геть. Тут же він помічає в полі Зайця і намагається погнатися за ним. Він бере косу, косить нею, але потім лезо (гостре, як ніж) закручується на зразок штопора, потрапивши в землю. Вовк знаходить комбайн, яким керував Борсук, і викидає того в поле. Сідаючи в комбайн, Вовк женеться за Зайцем по всьому полю, прибравши все жито. Потім Заєць біжить по полю з капустою, а Вовк несеться за ним на комбайні, прибираючи капусту. Потім відловив майже всіх курей і качок, а потім раптово впав і сам потрапив у комбайн, вилізши звідти упакованим. Сторож-Пес бачить, що коїться, заряджає рушницю сіллю, стріляє і влучає Вовкові в зад. Від болю Вовк, розірвавши дротяну упаковку, з несамовитим виттям перелітає через паркан і продовжує гнатися за Зайцем. Заєць стрибає в річку і пливе, Вовк падає в пісок. Після цього він бере плаский камінчик, правильно пускає, і він робить кілька «млинців» на воді, але не йде на дно, а відбивається від важкого каменя на протилежному березі, відлітає, і Вовк отримує сильний удар по потилиці. Потім він бере у Ведмедя-рибалки, який сидить і спить у човні, вудку і намагається спіймати Зайця. Однак, невдало замахнувшись, він випадково знімає собі штани. Без штанів, ледве прикриваючи свій сором, Вовк продовжує погоню, і, побачивши Зайця, одягається городнім опудалом. Заєць від'їжджає на поїзді, Вовк женеться за Зайцем по всьому поїзду, але в підсумку вибиває двері останнього вагона і вилітає на рейки. Коли він бачить, що Заєць їде далеко, і йому не в змозі його наздогнати, він кричить: «Ну, постривай!», кинувши одну з консервних банок від опудала на шпали рейок.

### 7 випуск
Вовк потрапляє разом із Зайцем на корабель, але проходить повз капітана тільки Заєць, у якого є квиток. Вовк падає на берег і після двох невдалих спроб підіймається на якорі на корабель. Після цього капітан спитав Вовка: «Заєць?» Вовк відказує «Ай, Заєць, Заєць» Капітан узяв його за комір і викинув за борт корабля зі словами «Ну, Зайцю! Ну, постривай!».
Вовк на вітрильнику наздоганяє корабель і спускається в каюту до Зайця, який в цей час спить. Починається шторм і Вовку доводиться битися з «повзучою» та «летючою» валізою, що захищає свого господаря, а з глечика на нього ллється вода. У страху Вовк тікає. Погода змінюється і після «польотів» над кораблем, він приземляється і заманює Зайця в трюм. Капітан закриває трюм і там стає темно. Вовк вмикає ліхтарик, але йому ввижаються привиди — справа рук Зайця. Щосили пожбуривши ліхтарик, Вовк пробиває борт корабля, і трюм починає заповнюватися водою. Йому з Зайцем таки вдається закрити пробоїну, і разом вони повністю викачують воду з трюму. Потім відпочивають: Вовк закурив трубку, а Заєць з'їв свою морквину. Підіймаються на палубу, йдуть разом. Заєць наступає на штани Вовка і відриває від них шматочки. Вовк сердиться зі словами «Ну, Зайцю!» і розриває свою тільняшку, під якою намальований пронизаний стрілою Заєць і написано «Ну постривай!».

### 8 випуск
Вовк катається на лижах, але зачепившись шарфом за гілку дерева, падає. Побачивши Зайця на ковзанці, він забирає ковзани у Ведмежати і танцює з Зайцем на льоду танго «Кумпарсита», як популярні в той час фігуристи Пахомова і Горшков. Танцюючи, вони малюють ковзанами напис «Ну, постривай!», але ставлячи крапку, Вовк пробиває лід і провалюється в ополонку.
В будівлі, де проходить веселе новорічне свято, Вовк помічає Ведмедя в масці Зайця і настрибує на нього. Ведмідь зі сміхом знімає маску і одягає її на Вовка. Проходить Заєць у масці Вовка. Вовк здогадується, що то Заєць, але поки він качається по підлозі від сміху, Заєць тікає. Вовк намагається його наздогнати, але побачивши Лева, лякається. Але виявляється, під маскою Лева був Заєць. Заєць кидає маску і біжить на атракціон з машинками. Вовк біжить за ним і бачить Лева на машинці. Вирішивши, що Заєць знову його розігрує, накидається на Лева. Тут Лев встає з машинки на весь зріст, гаркає, і Вовк, розуміючи що помилився, втікає.
Заєць виходить на сцену в костюмі Діда Мороза і разом з дітьми в залі кличе Снігуроньку. Вовк переодягається Снігуронькою і теж виходить на сцену, де вони з Зайцем співають новорічну пісню. Під кінець пісні Заєць заплутує Вовка в дротах і тікає. Вовк розриває дроти і женеться за Зайцем.
Так вони прибігають на атракціон «Наздожени!». Два ведмеді дають обом по самокату. Погоня продовжується на наступному атракціоні: Заєць йде на ходулях, а Вовк на ногах Страуса, думаючи, що це ходулі. Страус штовхає Вовка так, що Вовк потрапляє в мішок, який тримають два інших Ведмеді. Заєць теж забирається в мішок і скаче, але, бачачи, що Вовк наздоганяє, затаюється, а потім ззаду надіває йому мішок на голову. Нічого не бачачи, Вовк потрапляє до Свині, яка зашиває мішечки з подарунками. Здивована Свиня вирішує зашити і величезний мішок з Вовком. Вона бере найбільшу голку і коле Вовка так, що той з криками на величезній швидкості мчить коридорами, а потім, побачивши Зайця, вилітає за ним на вулицю. Наздоганяючи Зайця на канатній дорозі, Вовк падає, коли Заєць починає його лоскотати. Через крики Вовка з гір зривається величезна лавина, від якої він безуспішно намагається втекти. Лавина закидає Вовка на дерево, з якого він погрожує Зайцеві: «Ну, Зайцю, постривай!».

### 9 випуск
Вовк вдома дивиться спортивний телерепортаж. Намагаючись розламати в'ялену рибу, він трощить нею все навколо, поки не помічає на екрані Зайця. Заєць, одягнений у матроський костюмчик, співає пісеньку. Вовк намагається розбити рибою телевізор, але кінескоп телевізора залишається цілим і все ще показує співаючого Зайця. Вовк з криком «Ну, Зайцю, постривай!» розбиває кінескоп.
Вовк прибігає в телецентр «Останкіно», де з ними відбуваються різні пригоди. Розшукуючи Зайця по телецентру, Вовк проходить повз різні студії, де знімаються «На добраніч, малята», ранкова гімнастика «для тих, хто нас дивиться ввечері», сценка Вероніки Маврикіївни та Авдотьї Микитівни, спортивний репортаж Миколи Озерова, а потім рятується втечею з кінозалу, де демонструється фільм про Першу світову війну (зокрема, постріл танкової гармати і штикова атака). Помітна поява в мультфільмі гурту Dvornjagi, музиканти якого співають біт-версію «У попа була собака…». Бігаючи, герої потрапляють на циркову арену, де акробати-Ведмеді, серед яких сховався Заєць, ледь не зламали Вовкові спину, стоячи на ньому, потім у знімальний павільйон з декорацією кімнати старовинного замку, де між ними відбувається дуель на шпагах та інших предметах. У залі Кота-фокусника Вовк робить трюки фокусника, потім той дає йому кошик з квітами. Нарешті, кинувши цей магічний кошик на підлогу, Вовк зникає з телецентру «Останкіно» і знову опиняється у своєму розбитому житлі з рибиною в руках. Бачачи, що він розтрощив нею все і тепер йому нема чим жити, Вовк говорить свою улюблену фразу: «Ну, Зайцю… постривай.».

### 10 випуск
Заєць дивиться, як будівельники зносять старі будинки, і раптом його заманює музика, яка лунає з будинку під знесення. У цей момент з вікна будинку з'являється Вовк. Він хапає Зайця і танцює з ним танець під пісню, що звучить. І тут будинок починають зносити, Заєць під шум ховається, а Вовку доводиться ховатися від масивної металевої кулі. Будинок руйнується, і Вовк залишається в руїнах з грамофоном в руках, який грає все ту ж пісню «Ти милий, рідний мій». Вовк сказав «Ну, Зайцю!..». Платівку заїло, і фраза «Ти милий, рідний мій» повторилася. Вовк гнівно продовжив «Ну, постривай! Ти милий, рідний мій!» і знищив грамофон, після чого був оглушений грамофонною трубою.
На будівництві Вовк займається своїм типовим заняттям — полюванням на зайця. Вовка зупиняє виконроб-Бегемот і змушує працювати. Через цікавість Вовк потрапляє в труби, з яких вилазить на дах. Намагаючись стрибнути зверху на Зайця, він опиняється на палезабивному агрегаті, де його кидає то туди, то сюди, а Заєць тікає. Вовк, спочатку з тачкою бетону, а потім сидячи на плиті, яку підняв кран, проник в будівлю, несучись за Зайцем. В будівлі ходить Пес-маляр, якого Вовк збиває з ніг, вимастившись у фарбі. Нарешті Вовк заганяє Зайця в кімнату-безвихідь, але тут Вовка знаходить той же Бегемот і змушує його класти цеглу (Заєць непомітно вислизнув). Вовк заставив цеглою весь дверний отвір і опинився в замкненому просторі. У паніці він розбиває зовнішню стіну, падає вниз і потрапляє до лікарні, де йому сниться, як Заєць хуліганить на вулиці (повторюючи вчинки Вовка у 1 серії). Уві сні Вовк поливає на балконі квіти, і його лійка гасить сигарету Зайця. Заєць, подібно до Вовка в першому випуску, чіпляє за антену мотузку і лізе нагору. Навчений досвідом, Вовк єхидно сміється і перерізає мотузку, але в результаті на балкон Вовка обрушується ремонтна люлька з Бегемотом. У момент удару Вовк з криком прокидається і бачить у дверях палати Зайця з квітами і фруктами. Вовк питає: «Заєць?». Заєць у відповідь: «Ага, Заєць!». Вовк злиться і сичить: «Ну, Зайцю...» потім з криком кидаючи в Зайця милицею. Заєць встигає зачинити двері і втекти. Вовк вимовляє свою улюблену фразу: «Ну, постривай.» і отримує гирею по голові.

### 11 випуск
Вовк, весь ошатний, приходить в цирк. Морж-білетер перевіряє квиток і пропускає Вовка. Пройшовши, Вовк шукає своє місце, піднімаючи кожного глядача, але тут гасне світло і Вовк відволікся на виставу. Потім він бере бінокль у сусіда, який виявився Зайцем і розглядає все навколо. Побачивши око Зайця в біноклі, Вовк впустив його на ногу. Підстрибуючи, він завив від болю, внаслідок чого розігнав глядачів. Заєць тим часом вибігає на арену. Вовк пішов за ним. Обидва вони підіймаються на канат, однак заєць йде з усією обережністю з палицею, а Вовк, не навчений до ходьби по канату, на ходу падає вниз. Потім вони підстрибують на гойдалках. Від стрибків Зайця Вовк змінює забарвлення під колір циркових ламп (червоний, жовтий), на останньому стрибку Вовк від удару змінює забарвлення на зелене і пробиває головою купол цирку, після чого вимовляє: «Ну, постривай!».
На сцені виступає Кіт, який заклинає змію. Вовк ловить Зайця, плануючи танцювати з ним після виступу кота. Вовк після виступів дає Коту закурити, а той помилково забрав мішок із Зайцем. Коли Вовк, шукаючи Зайця, натикається на змію, він спочатку відсахується від жаху, але потім заклинає змію. Та обгортається навколо Вовка й засинає. Він заклинає її, поки йому не прийшла в голову ідея прив'язати її хвіст до мотоцикла, що проходить. Потім він бачить Зайця і ганяється за ним. Вовк потрапляє в клітку до лева. Лев лякає вовка, видаючи рев. Заєць дає Вовкові пістолет, але той жбурляє його в лева, який в свою чергу здійснює постріли. Заєць звільняє Вовка, і вони разом біжать на сцену, де виступав кінь. Вовк осідлав коня, гасаючи на ньому по колу. Вовк зачепив головою барабан. Але, коли кінь стрибав через вогонь, цей барабан був підпалений. Потім кінь почав стрибати через перешкоди і, коли приготувався перестрибнути через найвищу, скидає Вовка, і тому нічого не залишається, як бігати від коня по арені, і він починає кричати «Ну, Зайцю, ну, постривай!».
Остання серія, у якій брав участь, редактор Аркадій Снесарів.

### 12 випуск
Заєць входить до музею і проходить повз сплячого Бегемота — доглядача музею. Вовк, сховавшись в обладунках одного з експонатів (лицаря), проходить повз Бегемота, так і не розбудивши його. Одягає капці і «ковзає» по залах, але не встигає зупинитися перед скульптурою печерної людини. Та б'є його кам'яним молотом по шолому. Від удару голова Вовка виявляється «вбитою» в кірасу, і він марно обмацує порожнє місце над плечима. Витягнувши голову з обладунків, Вовк помічає табличку «Не палити» і починає палити, але цигарка падає всередину обладунків, і Вовк горить. У паніці він гасить себе окропом та вогнегасником. Вкритий піною, він наосліп рухається у бік тієї ж скульптури і знову отримує молотом по голові. Коли ж голова Вовка нарешті з'являється з горловини кіраси, виявляється, що замість шолома вона укладена в пінну бульбашку. Вовк каже: «Ну, Зайцю, ну, постривай!» і бульбашка лопається.
Заєць ходить по залах музею і раптом помічає Вовка і ховається у вузьку музейну вазу. Вовк намагається витягнути зайця з вази, безуспішно трясе і перекидає її. Маючи намір розбити вазу, Вовк бере первісний кам'яний молот — але поки він був зайнятий вибором підходящого молота, Заєць встиг вискочити з вази і втекти в інший зал. Вовк, нічого не помітивши, б'є молотом по вазі і вона перетворюється то в кубок, то в чайник, то самовар. Нарешті ваза перетворюється в нічний горщик. Не виявляючи всередині Зайця, Вовк зі злості кидає горщик об підлогу, і ваза знову набуває первісної форми.
Далі Вовк заходить у зал воїнів і гармат зі скульптурами різних історичних епох і помічає Зайця, що ховається за гербовим щитом. Вовк прямує до старовинної катапульти з кулями-снарядами, опускає планку для стрільби, вставляє снаряд і стріляє в щит. Щит витримує перше влучання, але від другого — розбивається вщент. Вовк бере досить крихітну снарядну кульку, стріляє з катапульти у Зайця і не влучає. Кулька відскакує від стіни поруч з головою Зайця, який в останній момент ухилився, і влучає в манекен лучника-африканця. Той пронизує стрілою манекен давньогрецького гопліта, який, в свою чергу, кидає спис у манекен арбалетника; останній вистрілює арбалетним болтом прямо в гармату, яка стріляє, після чого в залі починається справжня канонада. Ухиляючись від ядер, стріл, кинджалів, а також зрубаного шаленою шаблею леза алебарди, Вовк врешті-решт сам потрапляє на знаряддя, яке відкидає його в зал давньоєгипетської культури. Прокотившись по підлозі, Вовк виявився замотаним у килим. Знерухомлений, він падає в саркофаг з написом «Рамзес II». Заєць насміхається над Вовком і втікає з зали, але Вовкові вдається вибратися із саркофага. Розмотуючи килим, він скочується сходами музею, при цьому розстеливши на них килим. Вовк показує це насупленому Бегемотові і той прихильно киває.
Вовк знову пускається в погоню за Зайцем, але Заєць вбігає в давньогрецький зал, замикаючи за собою двері на засув. Вовк помічає експонат з написом «Стінопробивне знаряддя». Він починає бити цим знаряддям у стіну, але дерев'яний таран незабаром розлітається в тріски, залишивши в стіні лише невелику дірку. Недовго думаючи, Вовк повисає на ланцюгах від тарана, як на гімнастичних кільцях, і, розгойдуючись, починає таранити стіну ногами. Під час чергового розмаху він перевертається в повітрі і пробиває стіну головою, збиваючи з п'єдесталу копію статуї Венери Мілоської. Голова статуї відвалюється при падінні. На шум приходить Бегемот, повертає статую на п'єдестал і, не помітивши її справжньої голови, з'єднує шию статуї з головою Вовка, білою від вапна, після чого йде. Вовк ридає, потім, обтрусивши з обличчя вапно, волає зі сльозами в голосі: «Ну, Зайцю, постривай!»
Перша серія, у якій бере участь редактор Олена Нікіткіна.

### 13 випуск

Вовк та японський Заєць

Аеропорт, біля якого чотири прапори — зелений, червоний, синій і жовтий. На посадку заходить авіалайнер, з якого виходять Зайці: темношкірий кубинець з боксерськими рукавицями на плечі, японець у фіолетовому халаті, югослав з авоською баскетбольних м'ячів. Всі Зайці прилетіли на Олімпіаду-80 у Москві. Внизу, біля трапа їх зустрічає Заєць з букетом квітів. Гості заходять в автобус, Заєць махає їм рукою на прощання, і тут хтось торкає його за плече. Заєць обертається і ойкає — це Вовк із цигаркою в зубах. Він збирається схопити Зайця, але той показує пальцем Вовку на літак, що летить, і тікає. Тут повз здивованого Вовка проїхав Бобер на електрокарі. Вовк наздогнав транспорт, скинув водія і взяв керування на себе. Автокар втрачає управління. Вовка несе прямо до хвоста Ту-154А, двигуни якого вже заревіли на повну потужність. Від повітряної хвилі автокар злетів у повітря. Під час польоту Вовк вимовляє «Ну, Зайцю, ну...». З цими словами вилітає з вихлопної труби автокару фраза «Ну, постривай!»
Під час ігор Вовк намагається спіймати Зайця. Він пішов у зал для боксу, де був переможений Зайцем з Куби двічі (другий раунд не був показаний). Потім Вовк помчав у сектор для шахів, де сидів високий югославський Заєць. Він прийняв за зайця, якого він шукав, цього Зайця, який грав у шахи. Вовк вирішив зіграти в шахи з ним. Поруч з ними грали один з одним Цап і Ведмідь. Вовк почав кидати в Зайця фігури, і Заєць закинув його в кільце для баскетболу. Поки Вовк вилазив з кільця, повз нього пробіг Заєць, який забіг у сектор для боротьби, де тренувався японський Заєць. Японець лупив передніми лапами по величезній березовому поліну. Вовк вдарив по поліну і сильно забив собі лапу, не знаючи, що він не може так робити. Наш Заєць побіг на легкоатлетичний стадіон і взяв велосипед. Вовк зробив те ж саме, але спочатку показав свою швидкість. На стадіоні їх велосипеди зіткнулися, і велосипед став єдиним. Вовк і Заєць виїхали на трасу для велогонок, де проходили змагання. Там вони і стали олімпійськими чемпіонами, вигравши дві золоті медалі і торт. Після славної перемоги Вовк і Заєць стали їсти торт. А на торті якраз були зображені вони самі. Вовк цілком з'їв Зайця на торті. У відповідь Заєць відкусив голову Вовка на торті і втік із залишками торта. Розлючений Вовк, як завжди, сказав: «Ну, Зайцю... Ну, постривай!» і вдарив зі всієї сили кулаками об землю.

### 14 випуск
Вовк проходить повз будинок із букетом червоних троянд. Побачивши на табличці адресу Зайця, він входить у будинок, піднімається на ліфті і дзвонить у двері до Зайця. Заєць, побачивши у вічко одні лише троянди, відкриває двері. Входить Вовк. Заєць в жаху відскакує і намагається закрити двері. Але цього разу Вовк поводиться миролюбно: він галантно підносить йому троянди і ставить на стіл пляшку сидру, яку ніяк не може відкрити. Спочатку Вовк намагається відкрити пляшку зубами, потім виделкою, потім штопором. Розсердившись, Вовк вдаряє пляшкою об стіл, корок з неї нарешті вилітає і сидр розбиває все у Зайця в кімнаті. Під дією реактивної сили Вовка викидає у вікно, внаслідок чого він опиняється в кіоску з прийому склотари. Він голосно читає слово «Сидр» на відірваній етикетці, після чого зі злістю говорить «Ну, Зайцю, постривай!».
По шосе Вовк їде на старій машині, але коли бачить Зайця, що йде до Будинку юного техніка, зупиняється і намагається закрити дверцята, але машина розвалюється. Побачивши, що Заєць входить у будівлю, Вовк вирішує послідувати за ним. Він бачить, як Заєць піднімається на ескалаторі, хоче побігти за ним, але його зупиняють роботи, які здійснюють face-контроль, і зупиняють Вовка, щоб трохи поміняти йому dress-код. Вони швидко приводять Вовка в нормальний вигляд: підлатують йому одяг, обприскують духами, відглажують штани і роблять кучеряву зачіску. Вовк вибігає по ескалатору, бачить своє відображення в дзеркалі, скрикує від обурення, зриває жовтий бант з хвоста і поправляє зачіску, щоб надати собі звичного вигляду. В цей час Заєць намагається включити робота, забавним чином схожого на нього самого. Але у того не випрямляється одна ніжка. Заєць виходить за мастилом. У цей час входить Вовк і чіпає робота-зайця за плече, після чого той включається. Отримавши програму, робот-заєць починає без кінця повторювати пропозицію «Заєць-Вовк» в режимі лічилки. В цей час вбігає Заєць із маслянкою. Побачивши Вовка, він вискакує. Вовк хоче побігти за ним, але робот його утримує. Вовк відволікає увагу робота-зайця, тікає і сідає в ліфт. Вовк забігає в якусь кімнату, але тут його чіпають ззаду за плече. Вовк обертається і бачить все того ж робота-зайця. Вовк вдаряє докучливого робота молотком, але той перетворюється в страшного робота-вбивцю з червоними очима. Він вириває у Вовка молоток і розламує, потім бігає за Вовком по всій кімнаті, намагаючись вдарити його струмом.
Вовк підіймається на люстру, але, коли Робот піднімається до нього на довжелезних ногах, скрикує і від страху падає. Вовк опиняється в кімнаті, посеред якої — модель ракети. Почувши за дверима кроки Робота, Вовк ховається в ракеті. Ракета-симулятор вмикається. Вовку здається, що він летить: адже ракета імітує навіть невагомість. В цей час до ракети підходить Робот. Він розрізає плазмовою зброєю стіну ракети, надягнувши захисну маску зварювальника. Вовк визирає в отвір і, не впізнавши Робота, кричить «Привіт сновидам!». Робот знімає маску. Злякавшись, Вовк намагається відвернути увагу робота, але цього разу Робот каже «Не-а», витягує Вовка і тягне. Вовк кличе на допомогу. Вибігає Заєць і вимикає Робота, потім піднімає Вовка. Вовк каже «Ну, Заєць!» і намагається напасти на нього. Але Заєць включає робота-охоронця, і той викидає Вовка у вікно. Вовк падає якраз у свою машину і поспішно їде. При цьому ззаду його машини з'являється написана Вовком улюблена фраза «Ну, постривай!».

### 15 випуск
Вовк бачить оголошення про набір талантів і хоче потрапити до Будинку культури. Директор Будинку (Бегемот), який запитує кожного разу того, хто приходить, пропускає вперед Зайця, але викидає Вовка, який прикидається зайцем, «зеброю» і черепахою. Все ж Вовк забирається в динамік, який вантажать і відносять у Будинок. Динаміки підключають, оглушений музикою Вовк вилітає з динаміка, трясе головою, і з його вух сиплються «ноти». З криком «Зайцю!!!» він б'є по них, ноти злітають у повітря, і з'являється напис «Ну, постривай!» на нотному стані.
Заєць — ведучий концерту. Він оголошує перший номер: хор хлопчиків-зайчиків. Під час виступу Вовк заходить за лаштунки. Намагаючись знайти «свого» Зайця, він смикає всіх по черзі за хвости. Повз проходить Бегемот, помічає Вовка і, смикнувши його за хвіст, закидає на сцену. Вовк починає видавати різні звуки типу «А!», «О!», а хор співає пісні, які з цих звуків починаються. Вовкові це набридає, і він кричить: «Не треба!». Всі зайці йдуть зі сцени з піснею «Не треба журитися, надій не втрачай»… Вовк йде за ними, додавши свій рядок: «Ну, Зайцю, постривай!»
Наступний номер — танець маленьких лебедів. Вовк виступає разом із курми-«лебедями». Після кланяється і танцює із Зайцем, підкидає його. Не виявивши у себе на руках партнера, який втік по опорах для прожекторів, Вовк, зображуючи щиру скорботу, доводить номер до кінця, а потім, постійно сковзаючись, виповзає зі сцени, вирішивши закурити. І знову його зупиняє Бегемот, вказавши на табличку «Не палити!». Вовк, подібно до фокусника, змушує сигарету зникнути. Бегемот у захваті.
Вовк бачить Зайця й женеться за ним. Заєць ховається в гримерці. Вовк заходить туди і приймає Зайця за співачку-Лисицю («Аллу Пугачову»). Він вибачається, виходить і зустрічає справжню співачку, яка бесідує з композитором-пінгвіном («Раймонд Паулс»). Розуміючи, що в гримерці був Заєць, Вовк женеться за ним. Заєць вискакує на сцену: з одного боку його чекає Вовк, з іншого — обурена Лисиця. Вовк сідає на динамік, тим самим вмикаючи музику. Він випускає тютюновий дим, який огортає Зайця, як туман. Заєць починає співати пісню «Айсберг» (зі зміненим текстом). Під час пісні Вовк хапає його і продовжує пісню, внісши свою лепту, починає кашляти і тікає зі сцени. Далі Вовк ховає Зайця в гітарний футляр, а щоб спокійно пройти повз Бегемота, бере ще кілька гітар. Біля виходу Вовк стикається з робітником, що несе кошик із квітами, падає, упускає гітари і хапає не той футляр. Підбігши до дерева і відкривши футляр, Вовк виявляє свою помилку, бере гітару і починає грати пісню «Под крышей дома твоего» (зі зміненим текстом). Догравши пісню, він помічає на гітарі портрет Зайця, вигукує «Ну, Зайцю!» і в люті б'є футляр від гітари, злиться і розбиває інструмент об дерево. На Вовка падає шпаківня, а ненависний портрет чіпляється за гілку. Розлючений Вовк, дивлячись на вцілілий портрет свого ворога, зриває з голови дах розбитої шпаківні, промовив «Ну, постривай», залишивши на голові гніздо із зозулею, яка завершує випуск вигуком: «Ку-ку!».

### 16 випуск
Вовк лежить на пляжі, читає книжку з казками, попутно підмальовуючи ручкою-перевертнем (в якій Заєць змінюється Вовком і навпаки) вуса і бороду Зайцю на картинці, але від 40-градусної спеки втрачає свідомість. На берег хвилями викидає давно загублену пляшку. Прийшовши до тями, Вовк відкриває її. З посудини з'являється Заєць в одязі Старого Хоттабича. Вовк замахується на нього пляшкою, але за заклинанням Зайця сам потрапляє туди, після чого Вовк вигукнув «Ну, Зайцю! Ну, Абдурахмане!» Після цього Заєць кидає пляшку в море. Вовк кричить «Ну, пострива-а-ай!»
Посудина з Вовком потрапляє в тенета Старого (з казки про Золоту рибку). Старий випускає Вовка, і той перетворює хатинку Старого в палац, вимовивши заклинання. Приголомшений старий приймає Вовка за чародія і в пориві подяки бухається благодійнику в ноги. В цей час над Вовком пролітає на мітлі Баба-Яга, а з проїжджаючої повз карети виглянув Заєць. Розлючений Вовк кидає услід кареті камінь, але влучає в Бабу-Ягу, яка падає вниз з димним шлейфом, як збитий літак. Щоб задобрити відьму, Вовк дарує їй свою переливчасту авторучку, і, поки Яга стрибає від захвату, Вовк злітає на її мітлі в погоню за Зайцем. Але тут на Вовка вилітає Змій Горинич і обстрілює його блискавками з хвоста, як з гармати, після чого, збившись з курсу, Вовк залітає в баштову каплицю. Як раз в цей час годинник б'є північ, і Вовка вибиває ударом молота назовні. В цей час карета Зайця перетворюється на гарбуз, і він тікає від Вовка, який кричить «Ну, пострива-а-ай!» в ліс, де ховається в піч у хатинці на курячих ніжках. Слідом за ним вбігає збентежений Вовк. Скуштувавши плоди чарівної яблуні, яка росла в діжці, він отримує заячі вуха, свинячий п'ятачок, а потім хобот слона. Зрубавши мечем зачароване дерево і набувши свого звичайного вигляду, він відшукує Зайця, але знову не встигає з'їсти: той починає грати на чарівних гуслях і Вовк пускається в танок. Замучивши Вовка танцем, Заєць вискакує у вікно, підмінює чарівну мітлу Баби-Яги на звичайну і тікає. В цей час в хатинку заходить розлючена викраденням мітли Яга. Вовк відволікає її піснею на гуслях, а сам тікає, схопивши замість чарівної мітли звичайну. Після невдалої спроби злетіти Вовк падає в море, і його знову витягує Старий неводом. Зрадівши, він просить Вовка перетворити свою Бабу в прекрасну дівчину. Вовк посміхається і знову вимовляє заклинання. Замість очікуваного результату, новий палац Старого стає старою землянкою. Розгніваний Старий проганяє Вовка в ліс. Вовк випиває із зачарованого ставка, і стає козеням (в цей момент на березі сусіднього болота сидить сумна Альонушка і кличе свого братика Іванушку). Тут прибігає сірий вовк і питає Вовка-козеня, чи не бачив він Червону Шапочку. Отримавши негативну відповідь, він викидає козеня в бік, від чого воно втрачає свідомість. Прибігає Заєць і поливає козеня живою водою. Козеня швидко перетворюється на Вовка.
Вовк прокидається на пляжі. Перед ним стоїть Заєць. Це він полив його водою, і Вовк прокинувся від непритомності. Вовк загрозливо замахується на нього, зачіпає шахові фігури Бегемота, який грає поруч, і отримує від нього удар по голові шаховою фігурою коня. Заєць тікає, Вовк, глянувши на відкритий розворот своєї книги казок, бачить ним же самим розмальовану фотографію Зайця і зітхнувши, каже «Ох, Зайцю! Ну, постривай!».
Останній, знятий в СРСР та останній, у якому взяли участь актор Анатолій Папанов, автор сценарію Аркадій Хайт і художник Светозар Русаков.

### 17 випуск
Вовк, який застряг на гірських лижах, надсилає Зайцю на пейджер повідомлення «Ну, Заєць, постривай!». Той сміється і йде реклама.
25 років «Ну, постривай!». Відкривається сцена, оплески. «Старі» Вовк і Заєць під музику починають танцювати з ціпками. Маски падають і як тільки постає Кіт-фокусник, показують колишніх героїв. Вовк хапає Зайця і вибігає на вулицю. Годинник б'є 12 і Заєць перетворюється на зелене чудовисько. Вовк у жаху прокидається і вимкнувши телевізор, який транслював фільм жахів (знаючи що він забув вимкнути телевізор), каже: «Ну, Зайцю».
Шикарна квартира Вовка, дзвінок. Вовк підходить до складних, броньованих дверей і дивиться у верхнє вічко — він бачить свічки і йому ввижаються громили за дверима, дивиться в нижнє вічко і бачить Зайця. Вовк впускає Зайця, і показує йому велику картину, на якій Вовк у шубі і з сигарою, спирається на автомобіль марки «Volkvo». Зайцеві не вдається задути свічки, і Вовк, не розрахувавши свої сили, здуває весь торт на картину. В результаті свічки падають назад у коробку, а торт стікає по картині так, що Вовк на ній залишається в трусах. Заєць тікає.
Свято, в небо запускають повітряні кулі. Заєць стрибає в кошик кулі, злітає. Вовк встигає в іншу кулю, бере вогнегасник і з допомогою пінного струменя наздоганяє кулю із Зайцем. Щоб відірватися від Вовка, Заєць скидає баласт. Вовк теж вирішує полегшити кулю і викидає все, що було всередині, але перестарався з вантажами. Він злітає вище Зайця і сміється, поки не піднімається вище хмар, де повз нього пролітає літак. Куля продовжує підійматися і вилітає на орбіту, де пролітає супутник. Вовк покрився льодом, як і куля, і починається зворотне падіння. Заєць кидає падаючому Вовкові якір і той хапається. Вони над океаном, де акула намагається вкусити Вовка, але куля чіпляє сушу, і головні герої опиняються на березі острова. Раптом Вовк бачить як Зайці-аборигени дивляться мультфільм «Ну, постривай!» і люто закидають телевізор списами. Вовк регоче, його помічають аборигени. Вони його ловлять, б'ють, зв'язують і несуть на багаття, потім посипають сіллю і мажуть гірчицею. Заєць бачить це і відволікає дикунів, танцюючи ламбаду. Плем'я залишає Вовка і біжить танцювати ламбаду. Поки аборигени захоплені танцем, Заєць звільняє Вовка і тікає. Вовк із Зайцем біжать до океану, де їх чекає акула, а ззаду біжать аборигени, які раптом розбігаються в страху, побачивши ураган-смерч, який насувається з океану. Смерч підхоплює Вовка, Зайця і акулу, піднімаючи їх у повітря. Повз пролітає куля. Заєць встигає стрибнути всередину, а Вовка розкручує ураганом і він падає у воду, де його вже чекає акула. Все ще обертаючись, як гвинт торпеди, лапи оскаленої пельки Вовка несуть його прямо на акулу, та в жаху пливе геть. Вовк зупиняється і дивлячись з води на Зайця в небі, говорить: «Ох, Зайцю! Ну, постривай!».
Перший, знятий у РФ і перший, у якому взяли участь запис голосу Анатолія Папанова і художник Олексій Котьоночкін. Фільм присвячається пам'яті Анатолія Дмитровича Папанова

### 18 випуск
Фільм присвячається пам'яті Анатолія Дмитровича Папанова
Вовк, ідучи по вулиці, ніяк не може відкрити пляшку пива «Troika». Випадково відкривши пляшкою двері чужої легкової машини, Вовк заманив туди Зайця, який проходив повз. Перебуваючи в автомобілі, Вовк не залишав подальших спроб відкрити пляшку, чим випадково привів машину в рух. В результаті хаотичної швидкісної їзди та аварійних ситуацій, автомобіль врізався в дерево і розлетівся на частини, з яких склався самокат, на якому Вовк продовжив їхати за Зайцем з криками «Ну, Заєць! Ну, постривай!».
Дія мультфільму відбувається в супермаркеті «Берізка в Лужниках». Вовк хапає Зайця, який вибирав продукти, садить у візок, купуючи посуд і продукти для приготування страви із Зайця. Розчавивши пляшку з олією на підлогу, Вовк ковзає і розганяється з візком по магазину. Зіткнувшись по дорозі з Бегемотом-адміністратором, Вовк з ним зображують парне фігурне катання на льоду. Заєць чхає на них, вдихнувши перець з пакету, що лопнув, внаслідок чого Вовк і Бегемот на слизькій підлозі відлітають у намет «Бліц-фото».
У спортивному відділі Заєць перевіряє тенісну ракетку і м'ячі. Тенісні м'ячі засмоктує пилососом, яким непомітно керує Вовк. Увімкнувши пилосос на повну потужність, Вовк засмоктує і Зайця. Намагаючись дістати Зайця з пилососа, Вовк вмикає пилосос на видування повітря, розганяється на ньому, видуваючи Зайця на акробатичні трюки і м'ячі на спортивний відділ супермаркету, і знову врізається в Бегемота, після чого вони знову потрапляють у бліц-фото, уявляючи скачкові гонки.
Заєць опиняється у відділі інструментів, де Вовк ховається в сейфі від Бегемота-адміністратора. Вовк не може вибратися з закритого сейфа і Заєць намагається допомогти відкрити його різними інструментами. Спробувавши закурити всередині сейфа, Вовк кидає несправну запальничку, з якої витікає газ, що виявився причиною подальшого вибуху сейфа. В результаті Вовк з Бегемотом знову потрапляють у бліц-фото уявляючи підняття вантажу.
У фінальній сцені, у відділі іграшок Заєць із Вовком влаштовують імпровізований бій іграшкових роботів на світлових мечах. В результаті перемагає робот Зайця і заганяє Вовка в атракціон-центрифугу, яка починає шалено обертатися…
Остання серія що знімалася на кіностудії «Союзмультфільм», і остання, у якій взяли участь режисер В'ячеслав Котьоночкін і акторка Клара Рум'янова 19–й і 20–й випуск буде знімати в студії Крістмас філмз і торговій мережі П'ятірочка режисер Олексій Котьоночкін

### 19 випуск
Дія відбуваються на пляжі. Заєць, який прибув на літаку Ну-19, чекає свій багаж, але по стрічці до нього їде Вовк, який посадив Зайця в коробку і прямує до виходу. Але щоб вийти, необхідно перевіряти речі через монітор. Вовк, побачивши скелета, мало не знепритомнів. Виявилося, що це був Заєць. Він утік від Вовка. Вовк вигукує «Ну, шкелет, постривай!»
Прогулюючись по пляжу, Вовк помічає Зайця, який збирається спуститися в море по водній гірці і став його чекати внизу, тоді як на Вовка з гірки падає Бегемот. Вовк сказав «Ну, Зайцю, постривай»
Вовк бачить Зайця, який накачує на пляжі матрац. Взявши у свині її пляжні речі: три купальники, парео, капелюх і одягнувшись у них, він підійшов до Зайця, який, недовго думаючи, натягнув Вовку на очі купальник і втік. Вовк розлютив Бегемота і той кинув його в море. Виринувши, Вовк побачив, що до нього наближається на матраці Заєць. На Вовкові було парео із зображення рибки, і тільки-но він хотів вполювати зайця, як з-під води на нього накинулася акула. Вовк ледве встиг забратися на матрац. Витягнувши заглушку матраца, вони зі свистом кинулися до берега.
Заєць готується політати на параплані, який тросом прив'язаний до катера. Вовк сідає в човен, заводить його і на повному ходу намагається дістатися до Зайця по тросу, але той відчіплює його і відлітає, а Вовк падає у воду зі словами «Ну, За-а-айцю, ну пострива-а-ай!»
У пролозі було написано студія Крістмас філмз і П'ятірочка представляють, перша серія, в якій взяли участь режисер Олексій Котьоночкін і акторка Ольга Зверева. В театрі виступали актори Анатолій Папанов і Клара Рум'янова. Художник комп'ютерних спецефектів і матеріалів Светозар Русаков

### 20 випуск
Спочатку показано Вовка з чупа-чупсом у роті, він бачить автомат з написом: «Напої» і кидає в нього ґудзик, не знайшовши монети. Йому дістається баночка з ґудзиком. Ґудзик Вовка влітає прямо на балкон будинку, де живе Заєць і натискає кнопку магнітофона. Звучить пісня «Я шоколадний заєць», від звуку якої Вовк шаленіє. Він бере клей і починає підійматися по плитці будинку. Однак незабаром клей застигає на плитці і Вовк падає, тягнучи за собою купу кахлів. Діставшись з наклеєними на ноги-руки плитками, Вовк по домофону повідомляє Зайцю своє фірмове «Ну, Зайцю, постривай!».
Показана дача Вовка: унітаз під клумбу, пил і старі речі на підлозі, журнал «PLAYWOLF», годинник-зозуля. Раптом із сусідньої ділянки лунає: «Я шоколадний заєць…». Розлючений Вовк бачить Зайця за роботою на клумбі. Заєць садить ромашки, але від плювка Вовка єдина ромашка в'яне в його клумбі-унітазі. Не зумівши пробратися в будинок, Вовк робить підкоп і з'являється на клумбі Зайця, який здогадався включити шланг, і він, як живий, почав боротьбу з Вовком. Через деякий час Вовк все ж зумів зав'язати шланг вузлом, але роздута водяна куля викидає його із заячої ділянки на візок з компостом, після чого Вовк каже «Ну, Зайцю... постривай». 
Вирішивши протаранити двері, Вовк бере колоду і розбігається. Але його траєкторія сходиться з траєкторією руху машини з Цапом-дачником. Розгніваний водій жене Вовка гайковим ключем по вулиці, поки той не ховається у Зайця на ділянці. З допомогою чобота Вовк вирішив допомогти Зайцю роздути самовар, але перестарався — самовар вибухнув і Вовк полетів у кульбаби, сказавши «Ну, Зайцю, постривай!»
У наступному епізоді Вовк збирає гриби. Свій порожній кошик він змінює на два повних відра грибів, які, через відсутність господаря, краде з причепа до синього скутера. На їхнє місце він кладе свої кошик і палицю. На палицю сідає пташка і здивовано дивиться на Вовка. Заєць їде по гриби на червоному скутері і попадається Вовку, але зумів втекти. Відбувається погоня, в результаті якої Вовк опиняється на руїнах своєї дачі і вимовляє: «Ну, Зайцю! Ну, Зайцю, постривай!».
Остання серія знята на студії Крістмас філмз. Фільм посвячається В'ячеслава Котьоночкіна пам'яті. Художник комп'ютерних спецефектів і матеріалів Светозар Русаков

### 21 випуск
Новорічний випуск

## Ігри за мотивами мультфільму
- Образи героїв серіалу помістили в електронну кишенькову гру «Ну, постривай!».
- У 1997 році на платформі NES було створено піратську гру під назвою «Wait and See!» з геймплеєм, що нагадує Looney Tunes.

## Перезапуск
17 грудня 2021 року вийшла перша серія перезапуску під назвою «Ну постривай! Канікули!». Представники «Союзмультфільму» підтверджують, що мультсеріал є прямим продовженням оригінальних серій зробленим В'ячеславом Котьоночкіном.

## Трансляція в Україні
В Україні мультсеріал багаторазово показували на всіх українських телеканалах мовою оригіналу без субтитрів або з українськими субтитрами.
Прем'єра українською відбулася 31 грудня 2019 року на телеканалі «НТН» з двоголосим закадровим озвученням.

### Ролі озвучували
| Актор              | Роль                        |
| ------------------ | --------------------------- |
| Анатолій Зіновенко | Вовк, Бегемот, диктор, інші |
| Тетяна Зіновенко   | Заєць, інші                 |